# SpaceX Crew-9
SpaceX Crew-9 – dziewiąty lot operacyjny SpaceX w ramach programu Commercial Crew Program. Czternasty załogowy lot orbitalny statku Crew Dragon. Pierwotnie misja została zaplanowana na 18 sierpnia 2024 roku, jednak jej start został opóźniony do 24 września ze względu na problemy techniczne statku Boeing Starliner. Po opóźnieniach, spowodowanych złymi warunkami atmosferycznymi, misja Crew-9 wystartowała ostatecznie 28 września 2024 roku.
Celem misji SpaceX Crew-9 jest przetransportowanie dwóch członków załogi Ekspedycji 72 na pokład Międzynarodowej Stacji Kosmicznej. Będzie to pierwsza misja załogowa, która wystartuje z kompleksu startowego 40 na Przylądku Canaveral oraz pierwsza misja, która zakończyła się ostatnim wodowaniem statku Crew Dragon na wodach Oceanu Spokojnego.

## Załoga
Początkowo misja miała na celu przetransportowanie czterech członków załogi Zenę Cardman, Nicka Hague i Stephanie Wilson, należących do NASA oraz kosmonautę Roskosmosu, Aleksandra Gorbunova na pokład Międzynarodowej Stacji Kosmicznej. Ze względu jednak na problemy techniczne statku kosmicznego Boeing Starliner, podjęto decyzję o bezzałogowym odłączeniu Starlinera i wystrzeleniu misji Crew-9 z dwoma wolnymi miejscami w celu powrotu na Ziemię dwóch astronautów przebywających w ramach misji Boeing Crew Flight Test.
24 sierpnia 2024 roku administrator NASA Bill Nelson, ogłosił, że statek Boeing Starliner powróci bezzałogowo, a jego astronauci powrócą w ramach misji Crew-9. 30 sierpnia 2024 roku, NASA ogłosiła, że Nick Hague i Aleksandr Gorbunov polecą w ramach misji Crew-9, a Hague będzie pełnił funkcję dowódcy. Gorbunov został zobowiązany do lotu w ramach umowy między NASA a Roskosmosem. Przed oficjalnym ogłoszeniem, Ars Technica poinformowała, że w NASA nie było zgody co do tego, kto powinien zająć miejsce dowódcy w ciągu tych sześciu dni. Według doniesień NASA początkowo wybrała Zenę Cardman na dowódcę misji, co spotkało się z pewnymi obawami, ponieważ nigdy wcześniej w całej swojej historii, NASA w żadnej swojej misji nie wyznaczyła dowódcy, który nie byłby doświadczonym astronautą, a zarówno Zena Cardman, jak i Aleksandr Gorbunov są początkującymi astronautami, którzy nigdy nie pełnili funkcji pilota na pokładzie statku kosmicznego. Nick Hague posiada doświadczenie w lotach kosmicznych przez uczestnictwo w przerwanym locie Sojuza MS-10.
| Pozycja           | Załoga startowa                                        | Załoga powrotna                                                                   |
| ----------------- | ------------------------------------------------------ | --------------------------------------------------------------------------------- |
| Dowódca           | Nick Hague, NASA - Drugi lot kosmiczny                 | Nick Hague, NASA - Drugi lot kosmiczny                                            |
| Pilot             | Aleksandr Gorbunov, Roskosmos - Pierwszy lot kosmiczny | Aleksandr Gorbunov, Roskosmos - Pierwszy lot kosmiczny                            |
| Specjalista misji | Brak                                                   | Barry Wilmore, NASA - Trzeci lot kosmiczny - Wystrzelony w ramach misji Boe-CFT   |
| Specjalista misji | Brak                                                   | Sunita Williams, NASA - Trzeci lot kosmiczny - Wystrzelona w ramach misji Boe-CFT |

| Pozycja           | Astronauta                    |
| ----------------- | ----------------------------- |
| Dowódca           | Zena Cardman, NASA            |
| Pilot             | Nick Hague, NASA              |
| Specjalista misji | Stephanie Wilson, NASA        |
| Specjalista misji | Aleksandr Gorbunov, Roskosmos |

## Misja
Misja Crew-9 była pierwotnie zaplanowana na 18 sierpnia 2024 roku, a jej start został przesunięty na 24 września ze względu na obawy dotyczące bezpieczeństwa statku kosmicznego Boeing Starliner, który zadokował do Międzynarodowej Stacji Kosmicznej w ramach misji Boeing Crew Flight Test. Opóźnienie to dało NASA dodatkowy czas na ocenę techniczną Starlinera i opracowanie planu bezpiecznego powrotu dla jego załogi.
Załoga misji Crew-9 miała korzystać z kompleksu startowego 39 w Centrum Kennedy’ego⁣, z którego startowały wszystkie poprzednie załogowe misje SpaceX. W momencie jednak kiedy start Crew-9 został przesunięty na 24 września, został on zbliżony do startu misji sondy Europa Clipper, która musi wystartować z kompleksu startowego 39 w Centrum Kennedy’ego w ciągu 21-dniowego okna startowego na początku października. Aby uniknąć konfliktów w harmonogramie i zapewnić wystarczająco dużo czasu na przygotowanie obu misji zdecydowano się na start misji Crew-9 z kompleksu startowego 40 na Przylądku Canaveral.
Misja ma zakończyć się wodowaniem na wodach Oceanu Spokojnego w marcu 2025 roku, co jest pierwszym tego typu wydarzeniem w historii załogowych misji statku Dragon 2. SpaceX wraz z NASA przeniosły miejsce lądowania na wody Oceanu Atlantyckiego w 2019 roku, dzięki czemu umożliwiono astronautom na szybszy powrót do Kennedy Space Center po wodowaniu. Niestety jednak moduł bagażowy statku Dragon 2 musi zostać odłączony przed ponownym wejściem w atmosferę i chociaż SpaceX sądziło, że ulegnie on całkowitemu spaleniu, to w ostatnich latach odnotowano co najmniej cztery przypadki znalezienia szczątków modułu bagażowego na lądzie, co nie miało miejsca w wodowaniach na wodach Oceanu Spokojnego.

## Przebieg misji

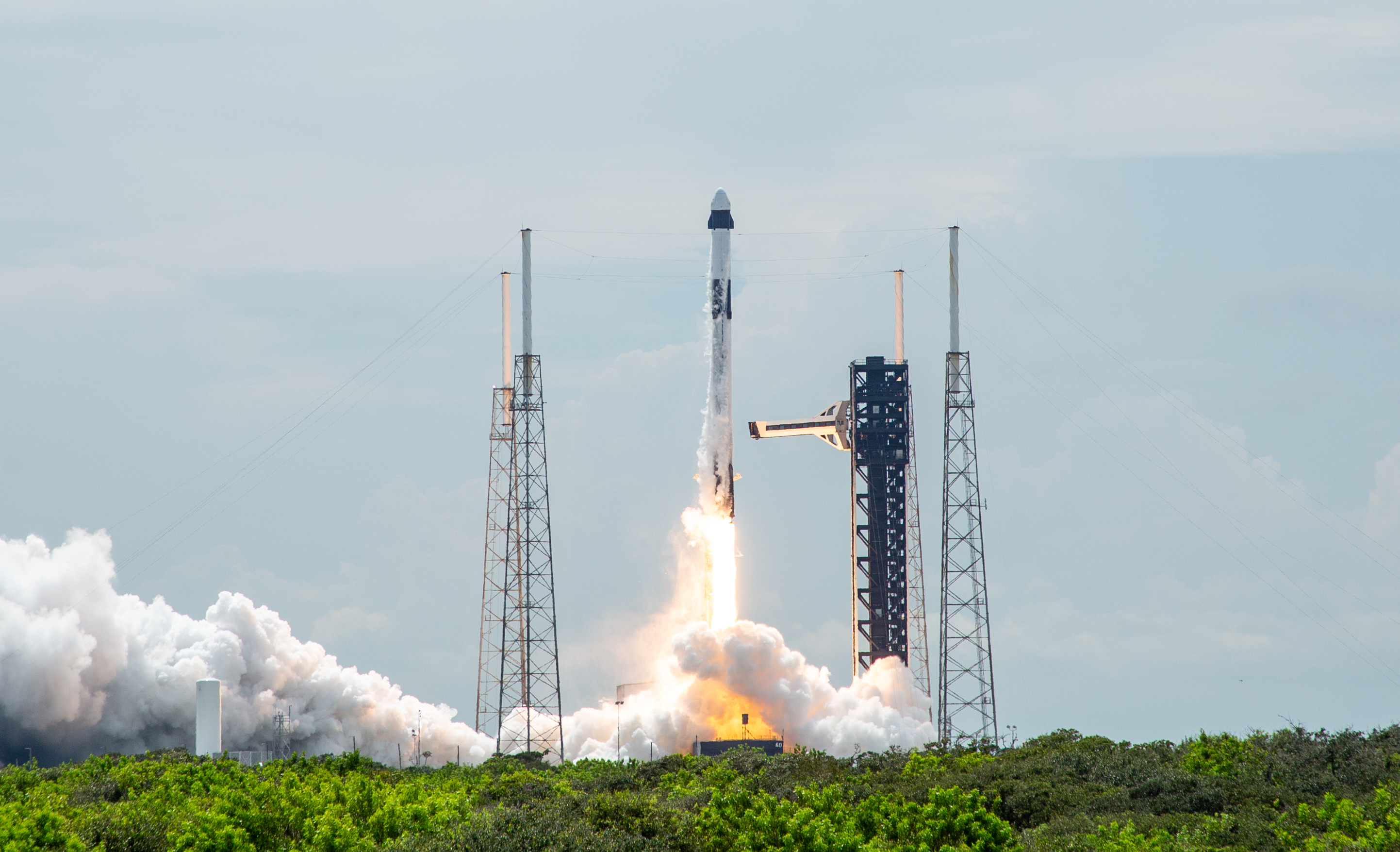
Startująca rakieta Falcon 9 wraz ze statkiem kosmicznym Dragon Freedom z kompleksu SLC-40 znajdującego się na przylądku Canaveral

Hague i Gorbunov przybyli do Centrum Kosmicznego Johna F. Kennedy’ego w sobotę 21 września 2024 roku, aby móc przygotować się do misji. Załoga odbyła kwarantannę w budynku Operations and Checkout Building, gdzie miała przeprowadzić próbę generalną przed lotem, a także dostosować swój harmonogram snu i przećwiczyć procedury lotu. Data startu została wówczas ustalona na czwartek 26 września 2024 roku.
We wtorek, 24 września 2024, rakieta Falcon 9 Block 5 wraz ze statkiem kosmicznym Crew Dragon Freedom zostały przetransportowane na stanowisko  SLC-40. Jednak ze względu na zbliżający się huragan Helene, NASA ogłosiła, że start misji Crew-9 zostanie opóźniony do soboty 28 września 2024 roku.
Po udanym teście statycznym i próbie generalnej przeprowadzonej we wtorek rakieta Falcon 9 Block 5 została przetransportowana z powrotem do hangaru w środę, 25 września 2024 roku, by móc zabezpieczyć ją przed potencjalnym wpływem huraganu Helene, który według prognoz miał przejść w pobliżu Florydy w czwartek, 26 września 2024 roku.

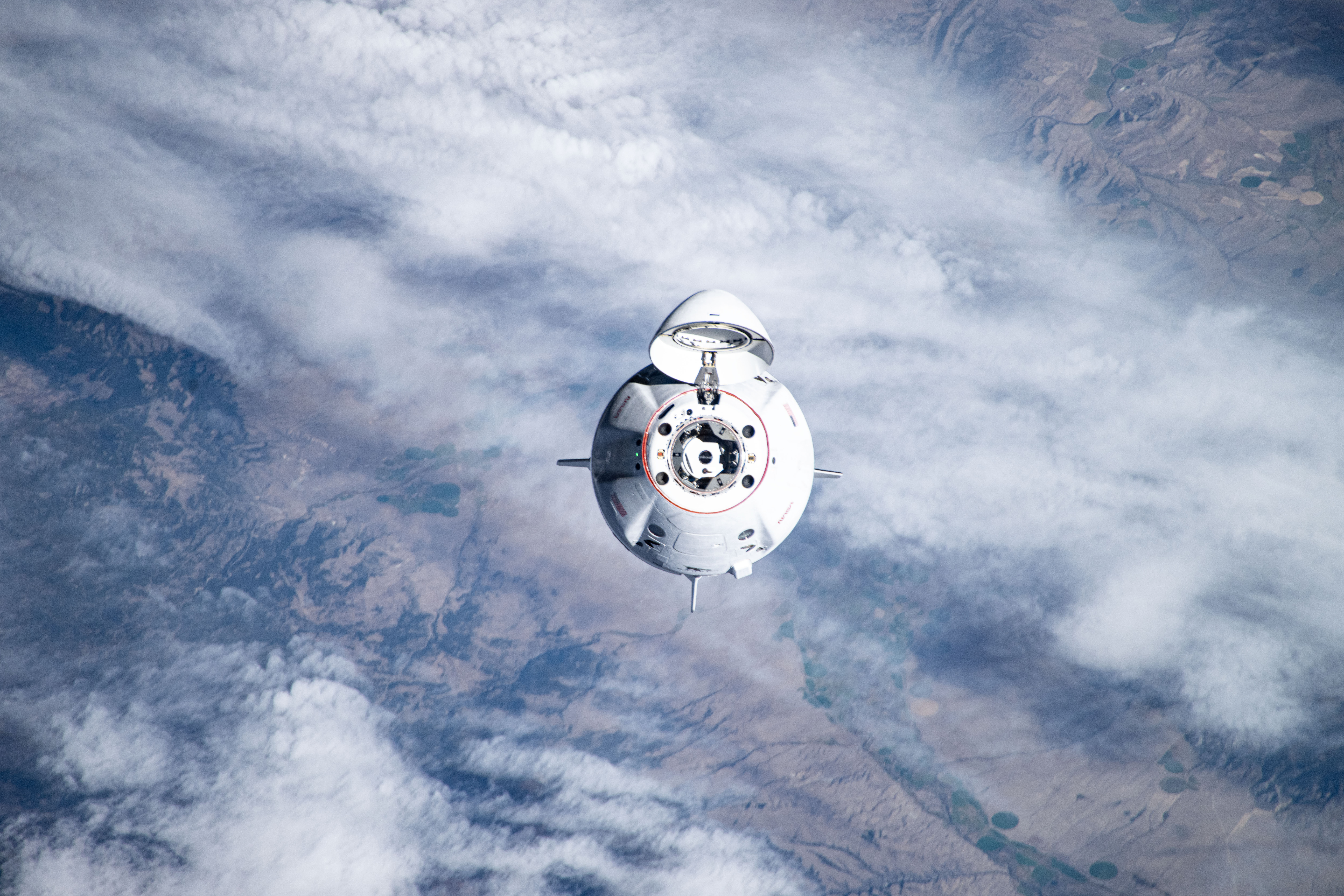
Statek kosmiczny Dragon Freedom zbliżający się do Międzynarodowej Stacji Kosmicznej

Misja SpaceX Crew-9 wystartowała 28 września o godzinie 17:17:21 UTC przy prognozie pogody, która przewidywała 45% szans na naruszenie bezpieczeństwa dotyczących warunków pogodowych oraz dużych ilości chmur deszczowych, które minęły, gdy załoga wsiadała do statku kosmicznego Dragon Freedom. Po wyniesieniu statku Dragon i drugiego stopnia rakiety Falcon 9 Block 5 na wysokość 70 kilometrów, pierwszy stopień rakiety, Booster 1085 powrócił do Cape Canaveral Space Force Station i wylądował na Landing Zone 1 7 minut i 36 sekund po starcie, wykonując swój drugi lot. Drugi stopień rakiety wyniósł statek Dragon na wysokość 200 kilometrów przed jego odłączeniem się od reszty rakiety.
Kilka godzin później, gdy drugi stopień rakiety Falcon 9 miał wykonać planowany manewr deorbitacji, doświadczył on jednak anomalii, która odchyliła go od wcześniej zaplanowanej trajektorii, co skutkowało uderzeniem w wodę Oceanu Spokojnego, które jednak znajdowało się poza wcześniej wyznaczonym obszarem. Lądowanie poza wyznaczonym punktem potencjalne zwiększyło ryzyko wyrządzenia szkód, ponieważ samoloty i statki morskie nie zostały poinformowane o konieczności unikania tego obszaru. W odpowiedzi SpaceX ogłosiło tymczasowe uziemienie rakiety Falcon 9 w ramach konieczności przeprowadzenia wewnętrznego audytu do wyjaśnienia przyczyny anomalii. 30 września Federalna Administracja Lotnictwa oficjalnie uziemiła rakietę Falcon 9. Jedynym wyjątkiem było wystrzelenie sondy Hera należącej do Europejskiej Agencji Kosmicznej. Ostatecznie Federalna Administracja Lotnictwa zezwoliła Falconowi 9 na wznowienie lotów 11 października 2024 roku.